# Disney’s Nine Old Men
Disney’s Nine Old Men ist die Bezeichnung für eine Reihe von Zeichentrick-Legenden, die Ende der 1920er bis Mitte der 1930er Jahre angefangen hatten, in den Walt-Disney-Studios zu arbeiten. Dieser Titel wurde an seine neun engsten Mitarbeiter scherzhaft von Disney vergeben, wird aber noch heute als Bezeichnung für die gemeinten Personen verwendet. Ursprünglich stammte der Begriff von Franklin D. Roosevelt, der damit die Richter des Supreme Court beschimpfte.
Wann genau Walt Disney den Begriff das erste Mal benutzte, ist nicht klar. Obwohl Quellen teilweise von Ende der 1930er oder der 1940er Jahre sprechen, ist davon auszugehen, dass dies frühestens um 1950 geschah. Dem liegt zu Grunde, dass Ende der 1930er Jahre Zeichner wie Ollie Johnston noch gar keine studiointerne Bekanntheit erlangt hatten und stattdessen andere Zeichner das Geschehen bestimmten. In den 40er Jahren wiederum leisteten einige der Nine Old Men ihren Wehrdienst, darunter Frank Thomas und Wolfgang Reitherman.
Ebenfalls auf die Nine Old Men gehen die zwölf Grundsätze des Zeichentricks zurück:
1. Squash and stretch: Künstliche oder übertriebene Deformation von Körpern bei Interaktion mit anderen Körpern
2. Anticipation: Bewegungen vorausgehende Vorbereitungen
3. Staging: Inszenierungen
4. Straight Ahead Action and Pose to Pose
5. Follow Through and Overlapping Action
6. Slow In and Slow Out
7. Arcs
8. Secondary Action
9. Timing
10. Exaggeration
11. Solid Drawing
12. Appeal

## Die „Nine Old Men“
- Les Clark (* 17. November 1907; † 12. September 1979)
- Ollie Johnston (* 31. Oktober 1912; † 14. April 2008)
- Frank Thomas (* 5. September 1912; † 8. September 2004)
- John Lounsbery (* 9. März 1911; † 13. Februar 1976)
- Ward Kimball (* 4. März 1914; † 8. Juli 2002)
- Milt Kahl (* 22. März, 1909; † 19. April, 1987)
- Marc Davis (* 30. März 1913; † 12. Januar 2000)
- Wolfgang Reitherman (* 26. Juni 1909; † 22. Mai 1985)
- Eric Larson (* 3. September 1905; † 25. Oktober 1988)

## Sonstiges
Gute Trickfilmzeichner, die in der Schaffenszeit der Nine Old Men bei Disney arbeiteten, wurden häufig als Tenth Man, also „Zehnter Mann“, bezeichnet, darunter John Sibley, der lange Animator von Goofy war, und Fred Moore, der unter anderem die moderne Micky Maus gestaltete.